# Gross rating point
Il Gross Rating Point (GRP) è una unità di misura utilizzata in ambito pubblicitario per indicare il livello della pressione pubblicitaria esercitata da una campagna pubblicitaria sul pubblico di riferimento.